# 丸井マルサ
丸井マルサ（MARUI MALSA）は、北海道の地場資本の百貨店であった「丸井今井」の子会社で、札幌市などにあったファッションビルを運営・管理していた。

## 概要
1973年（昭和48年）4月に丸井今井の子会社として「丸井マルサ」として設立され、エス・テー・ビー興発が所有する地上8階・地下2階のビルに、1974年（昭和49年）10月1日にファッションビル「札幌マルサ」を開業した。
また、1991年（平成3年）に丸井今井（初代）小樽支店跡の再開発ビル内に「小樽マルサ」を開業し、1994年（平成6年）5月には「札幌マルサ2」を開業したほか、長崎屋（初代）旭川店跡のビルに「旭川マルサ」を出店した。
しかし、2000年（平成12年）に「小樽マルサ」閉店、「旭川マルサ」閉店、2004年（平成16年）8月31日に「札幌マルサ2」閉店。
そして、2005年（平成17年）8月8日に丸井今井へ「札幌マルサ」の営業を譲渡し、2006年（平成18年）1月27日に札幌地方裁判所に特別清算を申請した。
その後、2007年（平成19年）3月に「札幌マルサ」は「丸井今井札幌本店大通別館」として新装開店したが、
2014年（平成26年）8月3日に閉館した。
なお、「丸井今井札幌本店大通別館」店舗跡のビルはアインファーマシーズが全館を賃借し約20億円かけて改装し、2015年（平成27年）9月12日に「Le trois ル・トロワ」を開業。

## 沿革
- 1973年（昭和48年）4月 - 丸井今井の子会社として「丸井マルサ」を設立[1]。
- 1974年（昭和49年）10月1日 - ファッションビル「札幌マルサ」を開業[3]。
- 1991年（平成3年） - 丸井今井（初代）小樽支店跡の再開発ビル内に「小樽マルサ」を開業[13]。
- 1994年（平成6年）5月 - 「札幌マルサ2」を開業[14]。
- 2000年（平成12年） - 「小樽マルサ」を閉店[13]。
- 2002年（平成14年）9月 - 「旭川マルサ」跡地に「!EXC（エクス）」が開業[15]。
- 2004年（平成16年）8月31日 - 「札幌マルサ2」を閉店[10]。
- 2005年（平成17年）
  - 3月31日 - 「札幌マルサ2」跡地に札幌パルコ新館が開業[11]。
  - 7月21日 - 「千登世開発」が札幌地方裁判所に自己破産を申請[19]。
  - 8月8日 - 丸井マルサより丸井今井へ「札幌マルサ」の営業を譲渡[1]。
- 2006年（平成18年）1月27日 - 丸井マルサが札幌地方裁判所に特別清算を申請[12]。
- 2007年（平成19年）3月 - 「札幌マルサ」が「丸井今井札幌本店大通別館」として新装開店[8]。
- 2014年（平成26年）8月3日 - 「丸井今井札幌本店大通別館」が閉館[4][5]。
- 2015年（平成27年）9月12日 - アインファーマシーズが「Le trois ル・トロワ」が開業[18]。